# Луиза Маргарита Лотарингская
Луиза Маргарита Лотарингская (фр. Louise Marguerite de Lorraine; 1588[…], Замок Блуа — 30 апреля 1631, Э) — дочь Генриха де Гиза и Екатерины Клевской, наследница княжества Шато-Рено.

## Биография
Она была названа в честь своих крёстных, королев Луизы и Маргариты, и воспитана бабушкой — Анной д’Эсте. Таллеман де Рео пишет, что Генрих IV готовил Луизу Маргариту себе в жёны, однако подлинность этого свидетельства оспаривается. Он также пишет, что Луиза Маргарита тайно вышла замуж за маршала Бассомпьера и имела от него внебрачного ребёнка. Эти сведения также не имеют документального подтверждения.
Доподлинно известно то, что Генрих IV пожелал, чтобы Луиза Маргарита стала женой его двоюродного брата, первого принца Конти. Свадьба была сыграна в июле 1605 года в Мёдонском замке. Единственная дочь пары прожила всего несколько недель. В 26 лет Луиза Маргарита овдовела и решила посвятить себя литературной деятельности. Её покровительством пользовались Франсуа де Малерб и другие светочи французской словесности.
В качестве доверенной фрейлины королевы Марии Медичи она была в курсе всех дворцовых интриг и пересказывала их в своих романах, в которых реальные персоналии прозрачно зашифрованы именами, почерпнутыми из классической античности. Её сочинение «Любовные похождения великого Алькандра» впоследствии переиздавалось под заглавием «Любовные похождения Генриха IV» c «ключом» к реальным прообразам тех или иных героев.
Близость Луизы Маргариты к вдовствующей королеве навлекла на неё ненависть кардинала Ришельё, который, торжествуя вслед за «днём одураченных», добился её опалы и ссылки в приморскую усадьбу Э; там она умерла 2 месяца спустя. Ранее он вынудил Луизу Маргариту продать в казну приграничное имение Шато-Рено, где она величала себя государыней и чеканила собственную монету.